# Tuchulcha

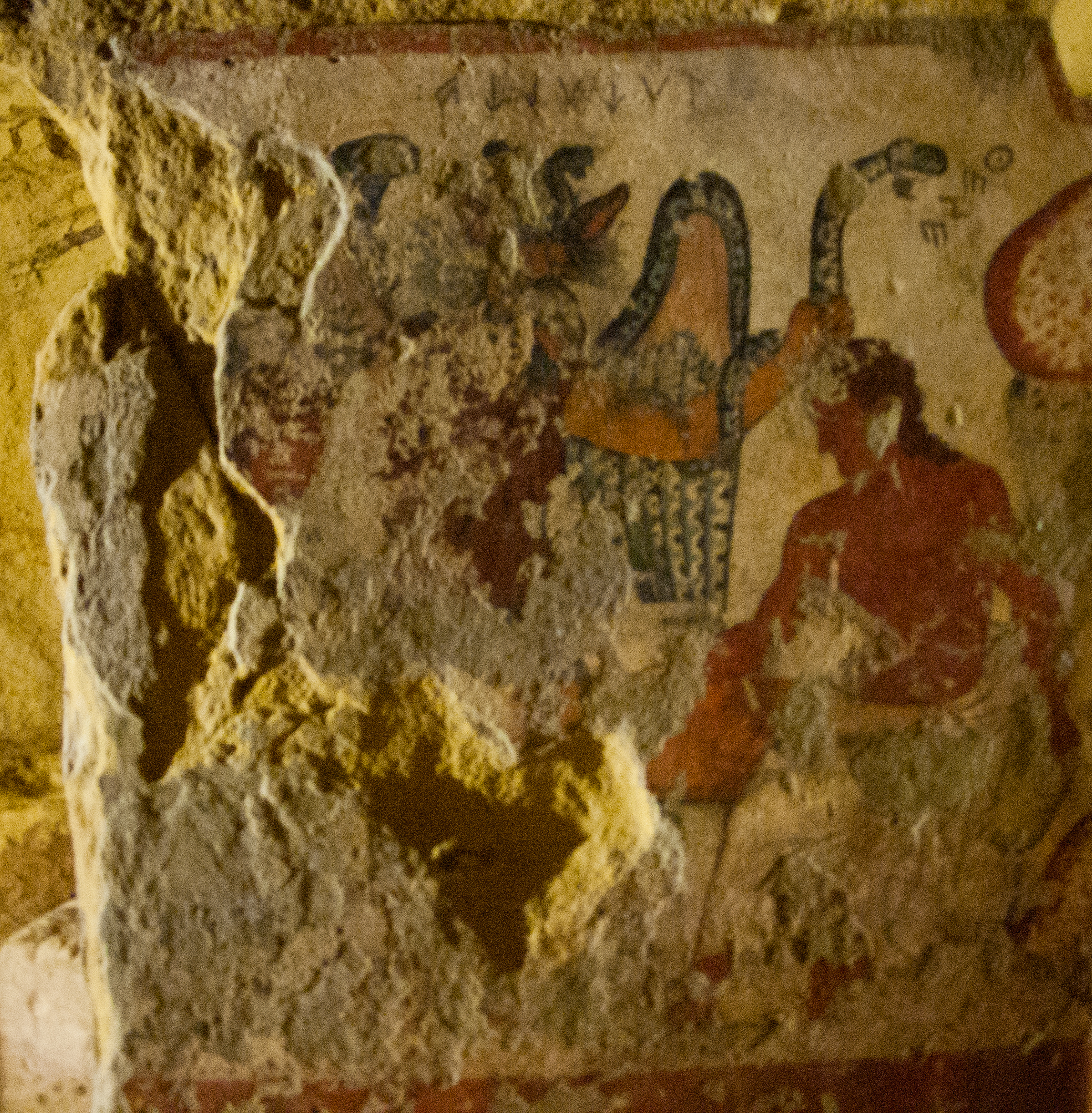
Tuchulcha y These en la Tomba dell'Orco II, Tarquinia.

Tuchulcha, en la mitología etrusca, es una deidad infernal, demon ctónico que vive en el inframundo, conocido como Aita. 

## Representación

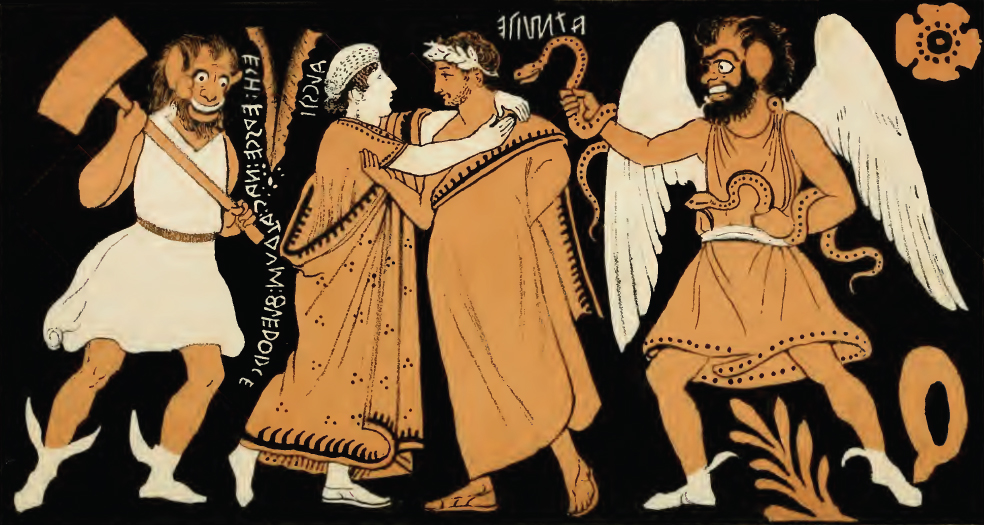
La despedida de Admetus (ATMITE) y Alcestis (ALCSTI). Ánfora etrusca de figura roja encontrada en Vulci. Inscripción a la izquierda: ECA ERSCE NAC ACHRUM FLERTHRCE (Ella fue y de esta manera satisfizo a Acheron con un sacrificio)

Su cuerpo tiene una forma humana y el color dominante de la representación es amarillento. De su cabello despeinado salen serpientes, tiene pico (quizás el de un buitre), sus orejas puntiagudas recuerdan a las de un burro y patas y grandes alas de pájaro.
Muchos estudiosos se refieren a esta deidad como masculina debido a sus características masculinas, como el vello facial animal que pueden recordar a una barba. Sin embargo, de acuerdo con Nancy de Grummond: "Este ser, a menudo, ha sido considerado como masculino, pero de hecho, es muy probablemente un ser femenino (o que carece de género), porque lleva un vestido de mujer, tiene la piel claramente rosa pálida (compárese con el color estándar rojo ladrillo de la piel del masculino These), e incluso parece tener pechos". También identifica las marcas de diamante de las serpientes de Tuchulcha con una serpiente venenosa (Vipera berus berus). También Emeline Hill Richardson y Graeme Barker por una parte y Tom Rasmussen por otra, creen que Tuchulcha es un ser femenino. La prenda que lleva Tuchulcha, un quitón es usado tanto por hombres y como mujeres. A su vez, la misma prenda, es usada por otra deidad masculina, Charun.
Su iconografía más conocida es la de una pintura mural en la Tomba dell'Orco, en la necrópolis de Monterozzi. Allí el daimon aparece en una representación de la historia de Ces o These (el Teseo griego) que visita el inframundo etrusco. Este y su amigo Pirítoo (solo la cabeza permanece apenas visible en la pintura) juegan a un juegos de mesa, en presencia de Tuchulcha.